# Веллинг, Отто
Граф (с 1706 года) Отто Веллинг (швед. Otto Vellingk; 1649 — 19 мая 1708) — шведский военачальник, генерал от кавалерии (1698), участник Северной войны.

## Биография
Сын капитана шведской армии, старший брат Морица Веллинга.
В 1664 году поступил на военную службу лейтенантом в шведский Бременский полк, в 1666 году перешёл на французскую военную службу в чине ротмистра кавалерийского полка Кёнигсмарка, c 1668 года — майор, в 1670 году достиг чина полковника.
С началом войны с Данией вернулся в Швецию, 17 августа 1676 года сражался при Хальмстаде в качестве добровольца, 20 августа 1676 года получил патент на формирование кавалерийского полка на шведской службе. Далее участвовал в битве при Лунде (1676), получил за отличие титул барона, с 1678 года — полковник шведского Нюландского рейтарского полка полка, с 1683 года — генерал-майор кавалерии.
С 1687 года — губернатор нескольких провинций (Естрикланд, Хельсингланд, Медельпад, Онгерманланд, Емтланд, Херьедален и Лаппланда).
В 1693 году назначен генерал-губернатором Сконе в чине генерал-лейтенанта, с 1698 года — генерал-губернатор Ингерманландии и Кексгольма и генерал от кавалерии.
Участник ключевых сражений начального периода Северной войны: в кампании 1700 года возглавил корпус (составленный, в основном, из финских войск), направленный на помощь осаждённой Риге, воспрепятствовал переходу Двины саксонскими войсками, затем командовал правым флангом в поражении русских войск при Нарве (1700). Далее сражался на Двине (1701) и при Клишове (1702). В кампании 1704 года нанёс поражение русскому отряду полковника Гёрца при Тиллероте и изгнал саксонские войска из Польши (Сражение при Пунице).
С 1705 года — член Королевского Совета и председатель Верховного совета Або, в 1706 году получил титул графа.